# Pinion Pines
Pinion Pines – jednostka osadnicza w Stanach Zjednoczonych, w stanie Arizona, w hrabstwie Mohave.